# Osornophryne percrassa
Osornophryne percrassa es una especie de anfibios de la familia Bufonidae.
Es endémica de Colombia.
Su hábitat natural incluye montanos secos y praderas tropicales o subtropicales a gran altitud.
Está amenazada de extinción por la pérdida de su hábitat natural.